# Rio Casca
Rio Casca is een gemeente in de Braziliaanse deelstaat Minas Gerais. De gemeente telt 14.790 inwoners (schatting 2009).

## Aangrenzende gemeenten
De gemeente grenst aan Abre-Campo, Piedade de Ponte Nova, Santa Cruz do Escalvado, Santo Antônio do Grama, São Domingos do Prata, São José do Goiabal, São Pedro dos Ferros, Sem-Peixe en Urucânia.